# Dicranoloma capillare
Dicranoloma capillare är en bladmossart som beskrevs av Brotherus 1909. Dicranoloma capillare ingår i släktet Dicranoloma och familjen Dicranaceae. Inga underarter finns listade i Catalogue of Life.